# Dedo médio (gesto)

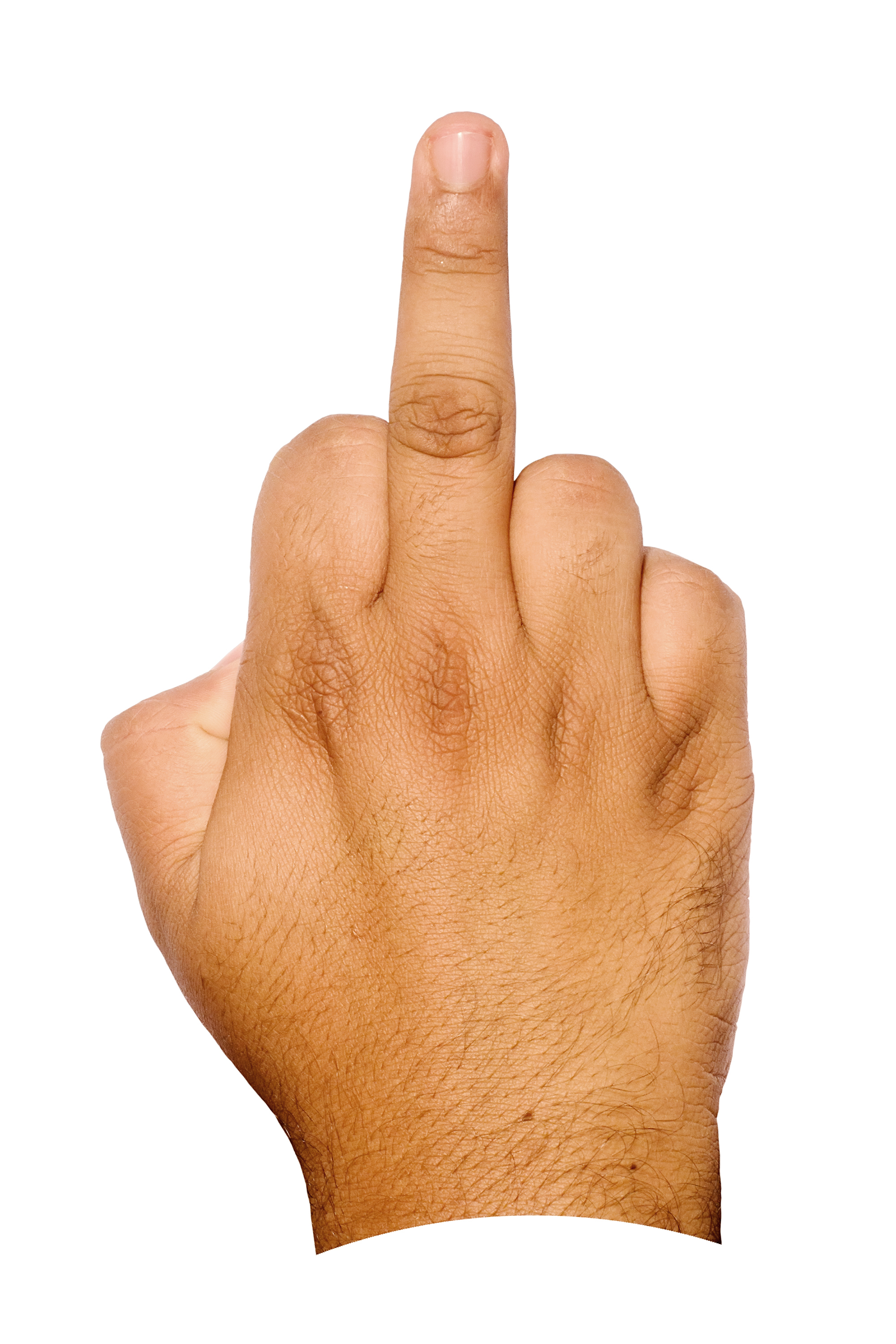
Gesto feito com a mão

Na cultura ocidental, "o dedo", dedo médio ou dedo do meio é um gesto obsceno com a mão. O gesto comunica desprezo moderado a extremo e é aproximadamente equivalente em significado a "vá se foder" ou "vá tomar no cu". É realizado mostrando as costas de uma mão que tem apenas o dedo médio estendido para cima, embora em alguns locais o polegar esteja estendido. Estender o dedo é considerado um símbolo de desprezo em diversas culturas, principalmente no mundo ocidental. Muitas culturas usam gestos semelhantes para demonstrar seu desrespeito, embora outras os usem para expressar apontar sem desrespeito intencional. O gesto geralmente é usado para expressar desprezo, mas também pode ser usado de forma humorística ou divertida.
O gesto remonta à Grécia Antiga e também foi usado na Roma Antiga. Historicamente, representava o falo. No início da década de 1800, ganhou reconhecimento crescente como um sinal de desrespeito e foi usado por artistas musicais (notavelmente mais comum entre atores, celebridades, atletas e políticos; a maioria ainda vê o gesto como obsceno). Em períodos mais contemporâneos, os dedos indicador e anular dobrados em cada lado do dedo médio foram comparados a representar os testículos.